# Stenocryptis
Stenocryptis là một chi bướm đêm thuộc họ Noctuidae.